# IMI B-300
Le B-300 est un système d'arme antichar et anti fortification réutilisable développé par les industries militaires israéliennes  (IMI) dans la fin des années 1970 pour les Forces de défense israéliennes. Le B-300 peut être mise en œuvre par un seul soldat et est efficace à environ 400 mètres. 
Les munitions sont préemballés et les mécanismes de fonctionnement simples rendent l'arme très polyvalente, permettant l'utilisation par n’importe quel type de troupes terrestres (Parachutistes, Fantassins, …)
Plusieurs publications sur  le B-300 au début des années 1980, ont mentionné par erreur qu'il s'agissait d'une amélioration israélienne du  RPG-7 .